# Primera dama de Ghana
La primera dama de Ghana es el título que se le otorga a la cónyuge del presidente de Ghana en ejercicio y anfitriona de la residencia Golden Jubilee House. No se le otorga un sueldo oficialmente, pero a la primera como a la segunda dama se les otorga ropa. Las concesiones sirven como iniciativas para sentirse lo suficientemente cómodas como para defender al país a través de la cultura.

## Primeras damas de Ghana desde la independencia
| Nombre                       | Inicio                  | Fin                     | Presidente               |
| ---------------------------- | ----------------------- | ----------------------- | ------------------------ |
| Fathia Nkrumah               | 1 de julio de 1960      | 24 de febrero de 1966   | Kwame Nkrumah            |
| Mildred Ankrah               | 24 de febrero de 1966   | 2 de abril de 1969      | Joseph Arthur Ankrah     |
| Christine Afrifa             | 2 de abril de 1969      | 7 de agosto de 1970     | Akwasi Afrifa            |
| Nana Afua Frema              | 7 de agosto de 1970     | 31 de agosto de 1970    | Nii Amaa Ollennu         |
| Nana Yeboakua Ofori-Atta     | 31 de agosto de 1970    | 13 de enero de 1972     | Edward Akufo-Addo        |
| Faustina Acheampong          | 13 de enero de 1972     | 5 de julio de 1978      | Ignatius Kutu Acheampong |
| Emily Akuffo                 | 5 de julio de 1978      | 4 de junio de 1979      | Fred Akuffo              |
| Nana Konadu Agyeman Rawlings | 4 de junio de 1979      | 24 de setiembre de 1979 | Jerry Rawlings           |
| Fulera Limann                | 24 de setiembre de 1979 | 31 de diciembre de 1981 | Hilla Limann             |
| Nana Konadu Agyeman Rawlings | 31 de diciembre de 1981 | 7 de enero de 2001      | Jerry Rawlings           |
| Theresa Kufuor               | 7 de enero de 2001      | 7 de enero de 2009      | John Kufuor              |
| Ernestina Naadu Mills        | 7 de enero de 2009      | 24 de julio de 2012     | John Atta Mills          |
| Lordina Mahama               | 24 de julio de 2012     | 6 de enero de 2017      | John Dramani Mahama      |
| Rebecca Akufo-Addo           | 7 de enero de 2017      | 7 de enero de 2025      | Nana Akufo-Addo          |
| Lordina Mahama               | 7 de enero de 2025      | Presente                | John Mahama              |